# لويغي روث
لويغي روث (بالإيطالية: Luigi Roth)‏ هو مدير وكبير الإداريين التنفيذيين إيطالي، ولد في 1 نوفمبر 1940 في ميلانو في إيطاليا.